# Сотериология
Сотериоло́гия (др.-греч. σωτηρία «спасение» + λόγος «учение; слово») — богословское учение о спасении человека. В христианстве оно является важнейшей частью догматического богословия.
Учение о спасении существует во многих религиях: христианстве, иудаизме, буддизме, исламе, джайнизме, бахаизме, зороастризме и других.
Сотериология посвящена решению двух основных вопросов:
1. конечная цель, достижение которой и будет спасением;
2. способы её достижения[5].

Идея спасения, или выхода из плачевного состояния, логически подразумевает, что человечество в целом или частично находится в таком состоянии. Каждая религия по-своему объясняет причину этого.
Религии, которые рассматривают человека как тело и душу в едином комплексе (например, иудаизм, христианство, ислам, зороастризм), учат духовно-телесному спасению: воскресению, загробной жизни и т. п.. С другой стороны, религии, которые рассматривают тело как помеху спасению, как тюрьму для духа или души (в частности, буддизм, манихейство, гностицизм, индуизм), учат спасению как освобождению от материального мира, преодолению желаний и страстей, прерыванию бесконечной череды нежелательных перерождений.
В тех религиях, где Бог является личным объектом поклонения, обычно спасение совершается божеством. Предполагается, что человек в какой-то мере сотрудничает с ним, хотя бы путём обращения к Богу за помощью. В других религиях учение о спасении основано на представлении, согласно которому человек спасает себя сам (в этой жизни или после смерти) путём самодисциплины, самоуглубления и других методов.

## Определение и история
В 1915 году Джордж Кросс (1862—1929), профессор систематической теологии Рочестерской теологической семинарии, дал следующее подробное определение сотериологии:

«Термин „спасение“ является наиболее значимым в языке религии. Ибо религия каждого человека — это его путь к спасению. Если богословие (теология) — это теория религиозного человека о жизни вообще и в то же время его способ обосновать его верность религиозной жизни, то сотериология, или теория спасения, — это попытка обосновать мотив религиозной жизни с помощью мыслительных построений. Это попытка интеллекта установить ценность именно религиозного опыта восхождения из худшего состояния в лучшее, показав, что оно занимает нормальное место во всём нашем человеческом опыте и, в конце концов, упорядоченное место во Вселенной. Опыт нравственного совершенствования лежит в основе всей сотериологии, а сотериология — это точка зрения, имеющая центральное значение для всего богословия. Богословская система — это просто организованная сотериология».
Оригинальный текст (англ.)The term "salvation" is the most significant in the language of religion. For the religion of every man is just his way of seeking salvation. If theology is the religious man's theory of things in general and at the same time his way of vindicating his loyalty to the religious life, then soteriology, or the theory of salvation, is an attempt to vindicate the motive of the religious life by an intellectual construction of it. It is the effort of intelligence to establish the worth of the specifically religious experience of an ascension from a worse state to a better by showing that it has a normal place in the whole of our human experience and, in the end, an ordered place in the whole universe. The experience of moral betterment is the root of all soteriology, and soteriology is the point of view central to all theology. A theological system is simply organized soteriology.

Кросс утверждает, что история сотериологии отражает прогресс в улучшении жизни, то есть, достижения в науке и экономике создают сотериологию, которая является продуктом своего времени.
В истории западной сотериологии постоянно велись богословские споры о том, каковы средства спасения, то есть что нужно делать практически, чтобы достичь спасения; при этом в корне разногласий лежало отсутствие чёткого представления о спасении, поскольку спасение никогда не было достигнуто в полной мере.
В частности, западные мыслители изучали проблему соотношения божественных и человеческих действий в ходе спасения и проблему предопределения; разногласия по сотериологическим  вопросам способствовали зарождению и росту реформаторского движения в XVI–XVII веках.

## Христианство
Христианская сотериология призвана раскрыть дело Богочеловека Иисуса Христа, спасшего человечество от власти греха, диавола и смерти, благодатно обновившего человеческую природу через её соединение со Своим Божеством, даровавшего человечеству возможность вечной жизни в Боге. Раскрывая миссию Богочеловека, сотериология раскрывает и путь спасения каждого человека через веру в Иисуса Христа и неразрывно связанное с верой благодатное преображение жизни (обожение).
Сотериология является неотъемлемой частью догматического богословия, поскольку в её основе лежат догматы о последствиях первородного греха и о соотношении благодати и свободы воли в деле спасения, о Лице Искупителя, о цели вочеловечения Сына Божия, о полноте воспринятой Им человеческой природы, об ипостасном соединении природы во Христе, общении свойств, Пресвятой Богородице, искуплении и др.

## В других религиях
В индуизме и джайнизме «спасение» раскрывается через термин «мокша», который означает освобождение из круговорота рождений и смертей (сансары) и от страданий и ограничений материального существования.
«Спасение» в буддизме определяется как некое идеальное состояние — нирвана. Состояние нирваны предполагает прекращение страданий через устранение их причины — негативных действий и негативных эмоций, побуждающих к таким действиям. Нирвана достигается путём движения по ступеням совершенствования. Этот путь включает в себя познание, дисциплину и медитацию, и первым его прошёл Будда.
В зороастризме считается, что окончательное «спасение» заключается в торжестве космического принципа добра, воплощённого в божестве Ахура-Мазда, над злом, воплощённым в духе зла Ахримане. Посмертные страдания людей будут пропорциональны тому злу, которое они совершили в земной жизни. Но после этого испытания всех ждёт окончательное возрождение и бессмертие.
С точки зрения веры бахаи, рай и ад — это не места, но состояния души: «Спасение — это не очищение от некоего «первородного греха», не защита от действующих извне злых сил или дьявола. Спасение — это освобождение человека от рабского подчинения своей низшей природе, которая порождает в индивидууме отчаяние, а в обществе — разлад. Спасение указует нам путь к подлинному и совершенному счастью». То есть «спасение» человека связано с достижением состояния счастья и с преодолением страданий.